# Markku Kuisma

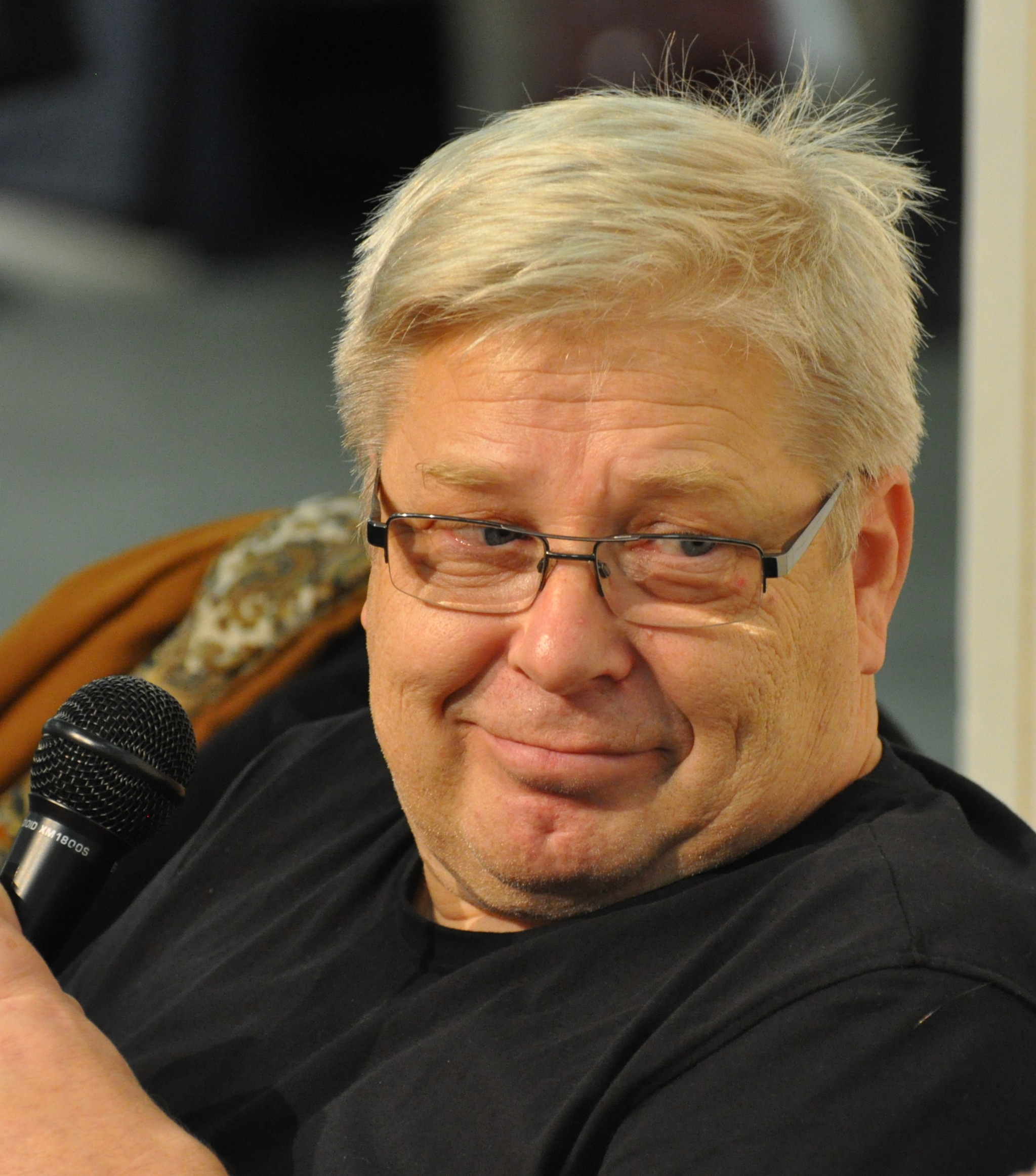
Markku Kuisma

Eero Markku Sakari Kuisma (född 7 februari 1952 i Hyvinge) är en finländsk historiker. Han var professor i Finlands historia 1999–2000 Åbo universitet. Han är sedan 2001 professor i Finlands och Nordens historia vid Helsingfors universitet. Han fick Kanava-priset 2015 för sin bok Venäjä ja Suomen talous 1700–2015. År 2003 utnämndes han till ledamot av Finska Vetenskapsakademien.

### Fotnoter
1. ↑  Kanava-palkinto Markku Kuisman Venäjä-kirjalle – ”Tärkeistäkin aiheista voi kirjoittaa ilman turhaa ryppyotsaisuutta”, Suomen Kuvalehti, läst 25.12.2015
2. ↑  ”Kotimaiset jäsenet”. Suomalainen Tiedeakatemia. 9 maj 2018. Arkiverad från originalet den 12 juni 2018. https://web.archive.org/web/20180612163334/https://www.acadsci.fi/suomalainen-tiedeakatemia/jasenet/kotimaiset-jasenet.html. Läst 13 juni 2018.